# No. 3 Court
No. 3 Court (česky dvorec č. 3) je travnatý tenisový dvorec, čtvrtý největší kurt tenisového oddílu All England Lawn Tennis and Croquet Club, který leží v jihozápadní londýnské části Wimbledonu. Dvorce ve Wimbledonu nenesou označení po významných hráčích, nýbrž jsou označeny, kromě centrálního dvorce, čísly.

## PůvodníNo. 3 Court a přejmenování
Původní No. 3 Court byl přejmenován v roce 2009. Tehdy se z něj stal dvorec č. 4. Následně proběhla demolice širší oblasti, aby se udělalo místo pro nový dvorec č. 4 a místo pro potenciální rozšíření nového dvorce č. 3., jenž dříve nesl označení No. Court.

## NovýNo. 3 Court
Po vybudování a následném představení nového dvorce, který byl pojmenován No. Court 2, se ze starého dvorce č. 2 (známého jako Pohřebiště šampionů) stal dvorec č. 3. Stavební práce začaly na konci Wimbledonu 2009. Kurt byl dokončen pro Wimbledon 2011. Pojmenován potom byl jako No. Court 3 a měl kapacitu 2000 diváků. Po Centrálním dvorci, dvorci č. 1 a dvorci č. 2 je dvorec č. 3 čtvrtým největším dvorcem v areálu Wimbledonu.